# C/2000 K6 (SOHO)
C/2000 K6 (SOHO) — одна з довгоперіодичних параболічних комет. Ця комета була відкрита 2000 року.